# Collex-Bossy
Collex-Bossy je obec na jihozápadě Švýcarska, v kantonu Ženeva. Žije zde přibližně 1 700 obyvatel.

## Geografie
Obec se nachází na severu kantonu Ženeva, asi 8 kilometrů severně od Ženevy, na pravém břehu řeky Versoix a podél francouzských hranic. Skládá se z obcí Collex a Bossy.

## Historie

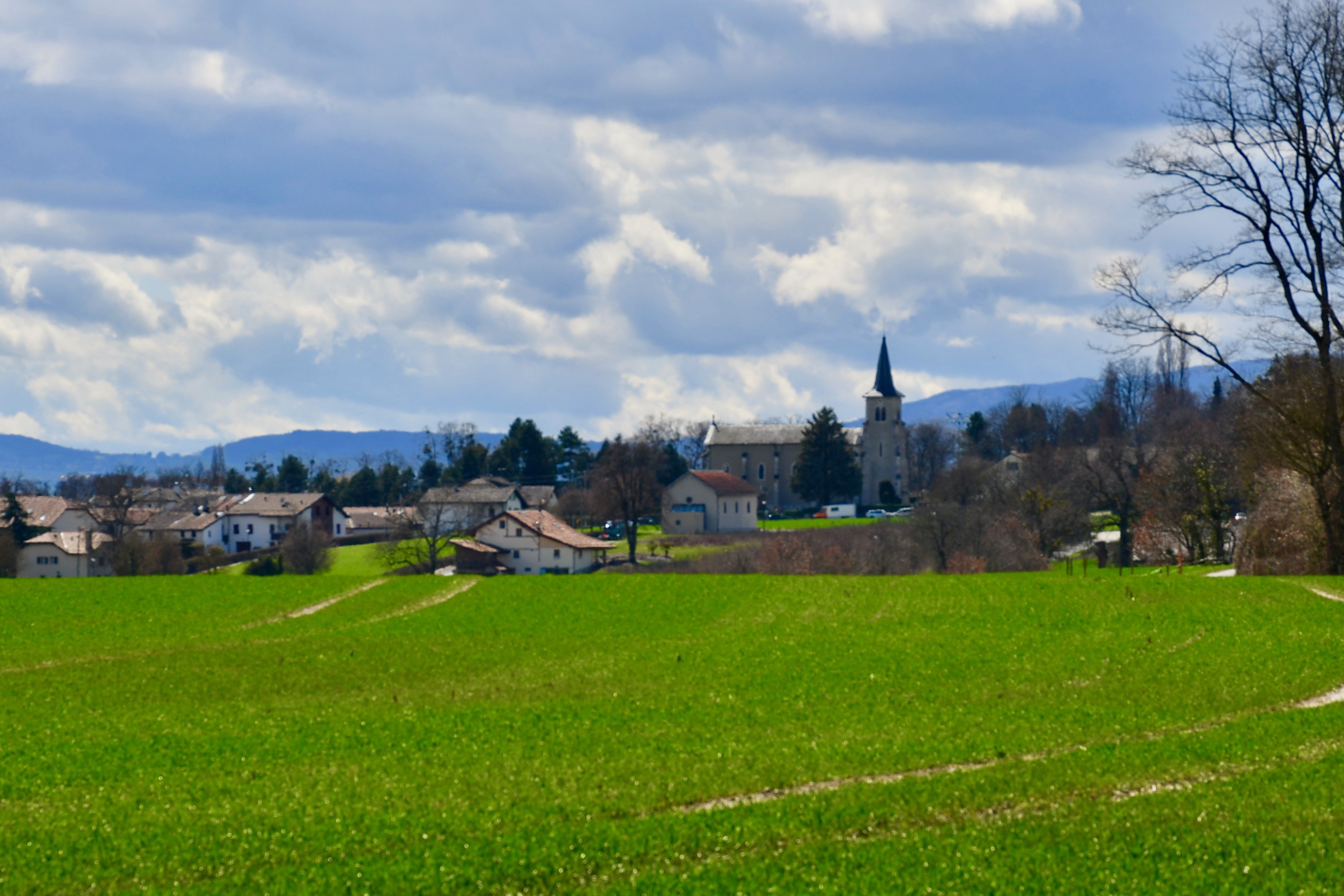
Collex

Collex patřil k feudálnímu panství La Bâtie-Beauregard, založenému v roce 1270, záviselo na feudálním panství Gex a bylo uděleno jako léno postupně rodům  de Compey, de Menthon, de Champion, Crose, Gillier a Vasserot. Stejně, jako většina obcí dnešního kantonu Ženeva, bylo Collex-Bossy v letech 1536 až 1567 pod bernskou nadvládou a bylo reformovanou obcí. Poté obec přešla pod Savojsko a v roce 1601 pod Francii. V roce 1815 postoupila Francie Collex-Bossy Ženevě.
V letech 1790 až 1855 se obec nazývala také Bellevue, která se poté stala samostatnou obcí.
Jen několik let po zahájení motorizovaného letectví bylo v Collex-Bossy v roce 1910 založeno jedno z prvních letišť ve Švýcarsku. Kromě upravené travnaté dráhy mělo letiště také hangáry, ale již o několik let později bylo z velké části opuštěno. V roce 1919 Velká rada kantonu Ženeva původně vybrala místo pro výstavbu nového letiště, ale krátce poté se rozhodla pro nedaleký Cointrin jako místo, „protože někteří majitelé pozemků požadovali přemrštěné ceny“ a obávali se vleklých právních sporů.

## Obyvatelstvo
| Vývoj počtu obyvatel | Vývoj počtu obyvatel | Vývoj počtu obyvatel | Vývoj počtu obyvatel | Vývoj počtu obyvatel | Vývoj počtu obyvatel | Vývoj počtu obyvatel | Vývoj počtu obyvatel | Vývoj počtu obyvatel | Vývoj počtu obyvatel | Vývoj počtu obyvatel | Vývoj počtu obyvatel |
| -------------------- | -------------------- | -------------------- | -------------------- | -------------------- | -------------------- | -------------------- | -------------------- | -------------------- | -------------------- | -------------------- | -------------------- |
| Rok                  | 1850                 | 1860                 | 1900                 | 1950                 | 1980                 | 1990                 | 2000                 | 2010                 | 2012                 | 2014                 | 2017                 |
| Počet obyvatel       | 740                  | 509                  | 444                  | 512                  | 524                  | 952                  | 1279                 | 1637                 | 1652                 | 1675                 | 1667                 |

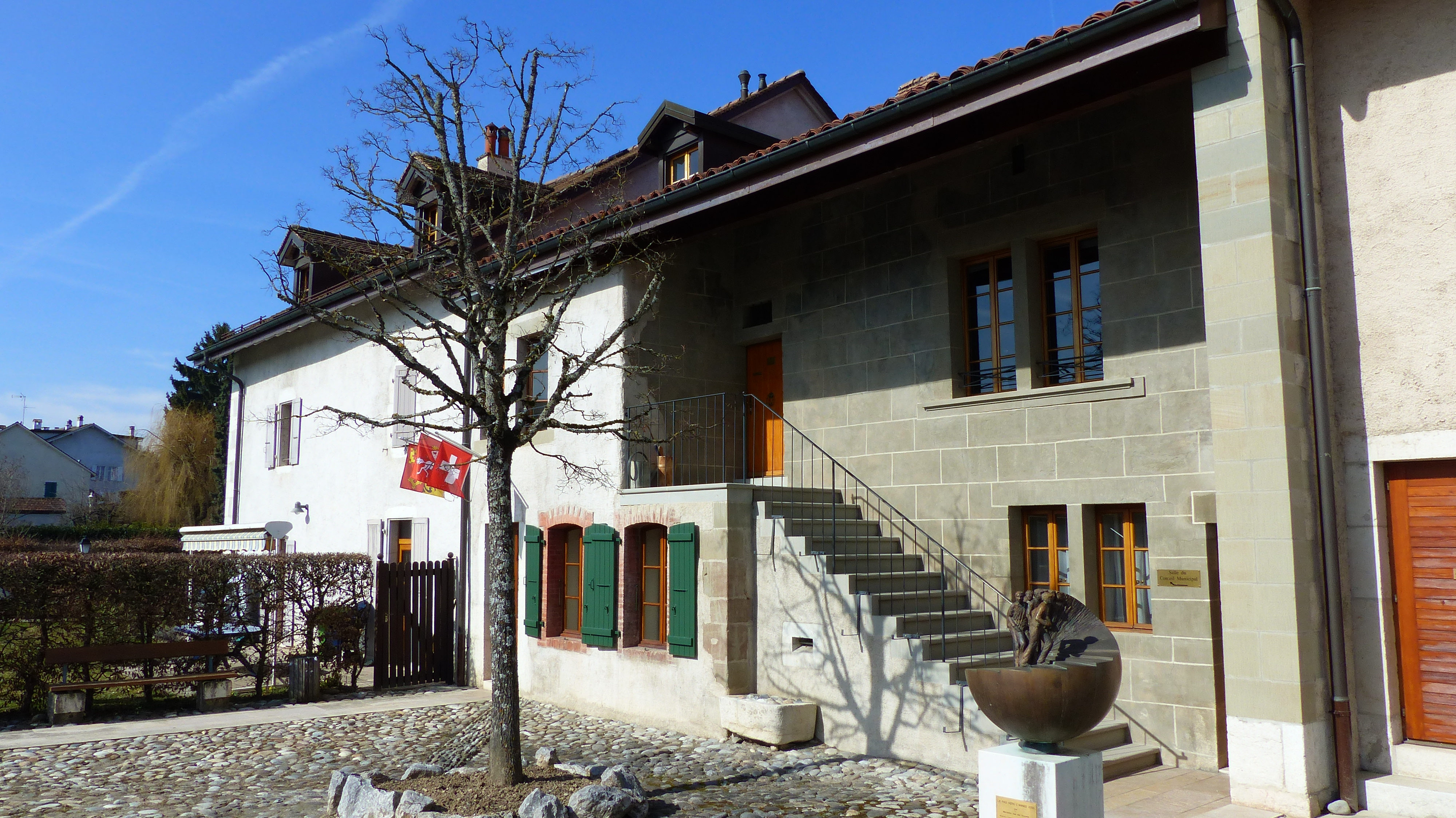
Obecní úřad

Většina obyvatel (k roku 2000) hovoří francouzsky (1023, tj. 80,0 %), druhým nejčastějším jazykem je angličtina (121, tj. 9,5 %) a třetím němčina (42, tj. 3,3 %).

## Doprava
Obec je napojena na síť městské hromadné dopravy v Ženevě autobusovými linkami. Nejbližší železniční zastávka Genthod-Bellevue se nachází na trati Lausanne–Ženeva a je od obce vzdálena asi 3 kilometry.
Okrajem obecního katastru prochází dálnice A1 (Lausanne–Ženeva).